# Sjenice
Sjenice (cyr. Сјенице) – wieś w Czarnogórze, w gminie Podgorica. W 2011 roku liczyła 22 mieszkańców.